# Kerri Kenney-Silver

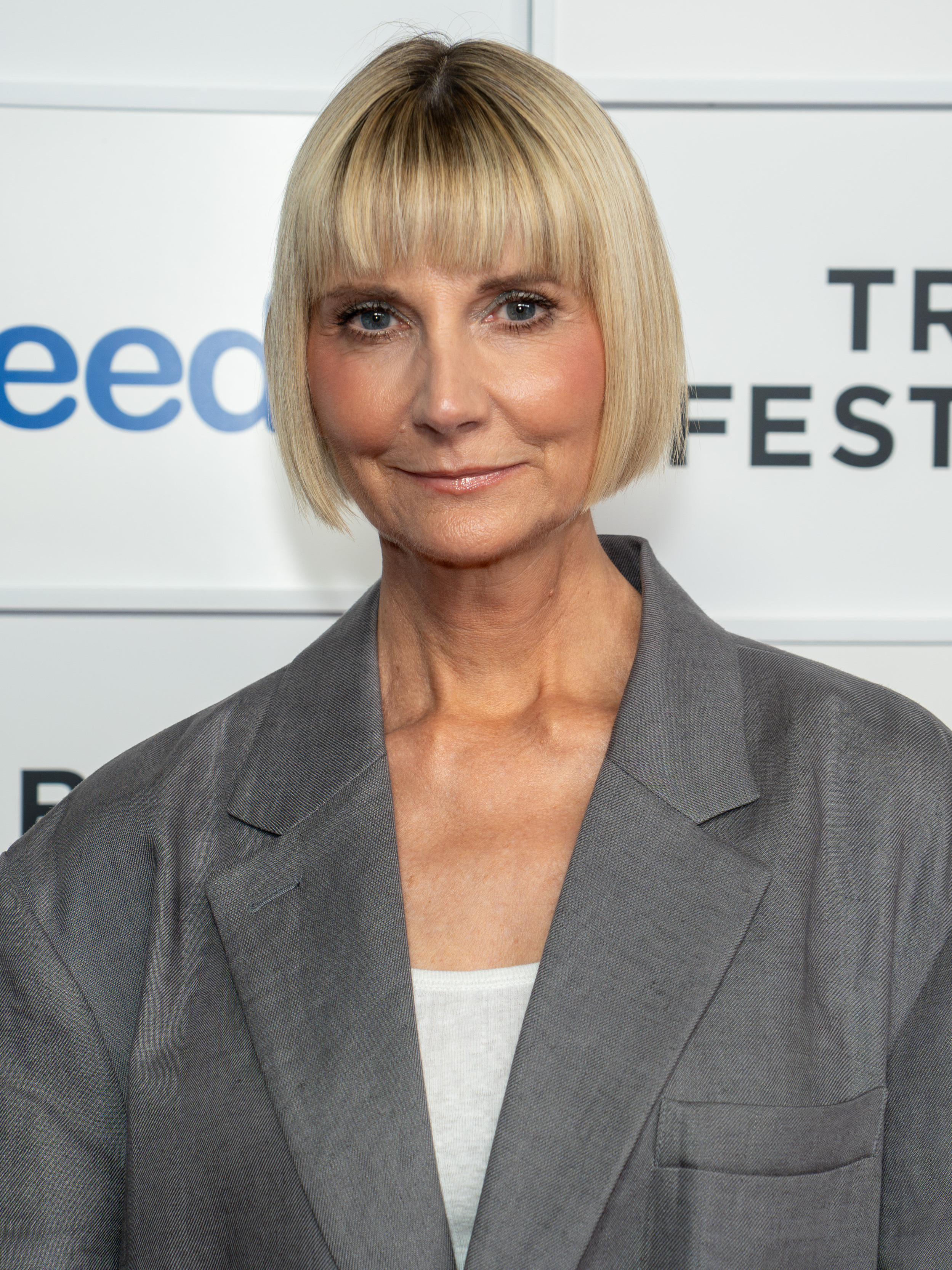
Kerri Kenney-Silver (2025)

Kerri Kenney-Silver (* 20. Januar 1970 in Westport, Connecticut) ist eine US-amerikanische Schauspielerin und Sängerin.

## Biografie
Kerri Kenney-Silver verbrachte ihre Kindheit ihrer Heimatstadt Westport in Connecticut. Ihr Vater ist der Schauspieler Larry Kenney, der vor allem als Synchronsprecher in den USA bekannt ist.
In den frühen 1990er Jahren bekam Kenney ihre erste größere Rolle in der MTV-Improvisations-Comedy MTV The State, die es bis auf drei Staffeln zwischen 1993 und 1995 schaffte. 1996 war sie Co-Produzentin für die Serie Viva Variete, eine Parodie auf Variete-Shows. Diese lief zwei Staffeln lang auf dem amerikanischen Sender Comedy Central.
Im Jahr 2000 trat Kenney in die Fußstapfen ihres Vaters und synchronisierte zum ersten Mal in dem Animationsfilm Buzz Lightyear of Star Command die Stimme von „Gravitina“. Seitdem synchronisiert sie regelmäßig für Serien des Senders Nickelodeon.
Von 2003 bis 2009 spielte sie in der Serie Reno 911! die Polizistin Deputy Trudy Wiegel.
Außerdem war Kenney von 1993 bis 1999 die Sängerin ihrer eigenen Indie-Rock-Band namens Cake Like. Verheiratet ist sie mit dem Kameramann Steven V. Silver, am 6. August 2006 kam ihr gemeinsamer Sohn auf die Welt.

## Filmografie (Auswahl)

### Filme
- 1997: Love God
- 1999: Terror Firmer
- 2000: Waiting
- 2001: Wet Hot American Summer
- 2007: Balls of Fury
- 2007: Reno 911!: Miami
- 2007: The Comebacks
- 2007: The Ten
- 2009: Vorbilder?!
- 2009: Verrückt nach Steve (All About Steve)
- 2012: Wanderlust – Der Trip ihres Lebens (Wanderlust)
- 2017: Downsizing

### Fernsehserien
- 1992: You Wrote It, You Watch It
- 1993–1995: MTV The State (27 Episoden)
- 1997: Viva Variety (16 Episoden)
- 2001: Clerks (2 Episoden)
- 2001–2002: The Ellen Show (16 Episoden)
- 2002–2006: Still Standing (5 Episoden)
- 2002–2007: Kim Possible (5 Episoden)
- 2003–2009: Reno 911! (88 Episoden)
- 2016: Shameless (Episode 7x12)
- 2016–2018: Love (8 Episoden)
- 2017: Bob’s Burgers (Stimme, 2 Episoden)
- 2017: 2 Broke Girls (3 Episoden)
- 2018: Superstore (Episode 3x09)
- 2018: Eine Reihe betrüblicher Ereignisse (2 Episoden)
- 2020: Miracle Workers (3 Episoden)
- 2022: Maggie (13 Episoden)
- 2022: Reboot (2 Episoden)
- 2022: The Sex Lives of College Girls (Episode 5x07)
- 2023: Digman! (1 Episode)
- 2023: The Great North (2 Episoden)
- 2023: What We Do in the Shadows (1 Episode)